# ناحیه پلزن-جنوبی
ناحیه پلزن-جنوبی (به چکی: Plzeň-South District) یک ناحیه در جمهوری چک است که در منطقه پلزن واقع شده‌است. ناحیه پلزن-جنوبی ۹۹۰٫۰۴ کیلومتر مربع مساحت و ۵۸٬۴۰۴ نفر جمعیت دارد.